# Teletubbies
Teletubbies är ett  brittiskt TV-program riktat till små barn. Serien producerades för BBC Television av HIT Entertainment och Ragdoll Productions mellan åren 1997 och 2001 i 365 avsnitt. och åter från 2014 av Darrall Macqueen. Figurerna skapades av Andrew Davenport och Anne Wood.
Huvudpersonerna är fyra knubbiga och dockliknande varelser spelade av skådespelare i dräkter. Var och en av dem har en gråaktig rektangel på magen. Genom dessa visas filmsekvenser som introduceras i programmet. Programmet bygger på repetition. Alla filmsekvenser upprepas. Målet är att lära små barn känna igen saker och förstå omvärldsförhållanden.
Miljön där teletubbies lever liknar mest en golfbana, med böljande gräsmattetäckta kullar där det farligaste man kan möta verkar vara kaniner. Under kullen i centrum finns ett rymdskeppsliknande hem där teletubbies bor. Diverse robotar deltar ibland i handlingen. Dessa är en brödrost (Tubby toaster)  och en dammsugare (Noo-Noo). På huvudet har de olika huvudfigurerna en antenn som är formad på ett eget sätt. Även en sol i form av ett bebisansikte kan ibland ses glida över teletubbiehimlen. Solen skulle egentligen vara en femte teletubby, men producenterna ville ha med ett riktigt barn för att publiken skulle kunna relatera ännu mer till programmet. Bebisen spelades av Calibey R. Craig. 
Teletubbies är inte bara riktat till små barn (koltåldern). De har samma kroppsliga proportioner som personer i målgruppen. Alltihop är medvetet utformat av beteendeforskaren Andrew Davenport. Teletubbies verkar själva befinna sig på tröskeln till att kunna tala ordentligt, precis som sin publik.
De fyra huvudfigurerna är:
- Tinky Winky - lila kostym, röd handväska i plast, antennen är en nedåtvänd triangel. Tinky Winky är av konstnärlig natur, samt tycker om att ramla.
- Dipsy- grön kostym, svartvit "ko-mönstrad" cylinderhatt, antennen är rak. Tycker om natur.
- Laa-Laa - gul kostym, har en orange boll, skruvad antenn. Teatralisk och omtänksam.
- Po - röd kostym, cirkelformad antenn, har en sparkcykel. Po kan tala publikens språk (engelska i originalversionen, svenska i svensk version) och kantonesiska.

Den viktigaste birollen spelas av en dammsugare som ser lömsk ut och suger på allt den ser.

## Rollista

### Skådespelare
- Tinky Winky: Dave Thompson, Mark Heenehan, och Simon Shelton.
- Dipsy: John Simmit.
- Laa-Laa: Nikki Smedley.
- Po: Pui Fan Lee.
- Övriga: Tim Whitnall, Toyah Willcox, Eric Sykes, Sandra Dickinson och Penelope Keith.

### Svenska röster
- Tinky Winky: Dick Eriksson.
- Dipsy: Staffan Hallerstam.
- Laa-Laa: EwaMaria Björkström.
- Po: Annelie Berg.
- Berättare: Claes Månsson.
- Björnen: EwaMaria Björkström.
- Lejonet: Staffan Hallerstam.
- Teletubbies, säg hejdå rösten: Irene Lindh.
- Översättning: Olav F Andersen
- Regi/tekniker: Gabriel Melin
- Svensk version producerad av: PangStudios AB[2]

### Svenska röster (2022)
- Dipsy: Melker Duberg
- Laa-Laa: Jasmine Heikura
- Po: Dominique Pålsson Wiklund
- Tinky-Winky: Victor Morell
- Julia: Jasmine Kara
- Manlig berättare: Jonas Kruse
- Övriga medverkande: Anders Öjebo, Ayla Kabaca, Edward Nyström, Hilda Holgersson, Malva Goldmann, Norea Sjöquist, Ruben Adolfsson, Stina Ståhlgren
- Introsång: Jonas Kruse, Victor Morell, Melker Duberg, Jasmine Heikura, Dominique Pålsson Wiklund
- Regissör: Anders Öjebo
- Översättare: Robert Cronholt
- Ljudtekniker: Alexander Löfstedt, Anders Öjebo, August Ekström, Carla Abrahamsen, David Pontvik, Jesper Adefelt, Julia Jonas
- Editerare: Andreas Aspeli, Andreas Eriksson, Filip Högberg
- Mixtekniker: Andreas Aspeli, Andreas Eriksson, Filip Högberg
- Svensk version producerad av: KM Studio AB för Netflix Dubbing[1]

## Tinky Winky-affären
En artikel i National Liberty Journal  skriven av Jerry Falwell varnade i februari 1999 föräldrar för att Tinky Winky kunde vara en dold gay-symbol — orsaken var Tinky Winkys feminina "handväska", samt att "han är lila (gay-färgen), och hans antenn är en triangel (gay pride-rörelsens symbol) ". 
Seriens producenter bytte senare ut skådespelaren som spelade Tinky Winky och "handväskan" försvann.
I maj 2007 kom ärendet återigen upp i media. Denna gång var det Polens barnombudsman Ewa Sowinska som ville undersöka om Teletubbies spred homosexualitet bland barn med anledning av Tinky Winkys färg och handväska. Efter mycket kritik la hon ner utredningen.

## Lejonet och björnen-kontroversen
I april 1997 sändes ett avsnitt av den första säsongen med titeln "See-Saw" (Gungbräda). Avsnittet innehöll en sketch om en utskuren träskiva av ett lejon som jagar en utskuren träskiva av en björn. Sketchen kritiserades för användning av skrämmande filmning, musik och karaktärsdesign och ansågs därför vara olämplig för barn i den målgruppen serien riktade in sig på. Avsnittet med sketchen förbjöds i flera länder. År 2000 sändes en reviderad version av sketchen med justerad redigering, ljudläggning och röstskådespeleri för att ge en lättsammare ton.